# Linea 5 (metropolitana di Madrid)
La linea 5 della metropolitana di Madrid collega la stazione di Casa de Campo con quella di Alameda de Osuna. È indicata con il colore verde.
La sua inaugurazione risale al 5 giugno 1968 e l'ultimo prolungamento al 24 novembre 2006.
Dopo la stazione di Empalme la linea esce dal sotterraneo e diventa una semplice sopraelevata, per poi continuare il suo percorso come un vero e proprio treno, senza gallerie attorno. È utile nel caso si voglia raggiungere il Parco de Attraciones de Madrid situato nella Casa de Campo (il parco più esteso della capitale).
Nel quartiere di Alameda de Osuna si trova l'omonima stazione della metropolitana di Madrid, che funge da capolinea della linea.

## Stazioni
Accanto a ogni stazione presente nella tabella sono indicati i servizi presenti e gli eventuali interscambi; tutte le stazioni sono dotate di accessi per disabili.
| Urban tunnel stop on track |

| Urban tunnel stop on track |

| Unknown route-map component "utHSTACC" |

| Unknown route-map component "utHSTACC" |

| Urban tunnel stop on track |

## Servizi

### Orari
Il servizio inizia, su tutte le linee, alle 6:05 e termina all'1:30

### Accessibilità
Non tutte le stazioni della metropolitana madrilena permettono un facile accesso alle persone con disabilità motoria, infatti ad oggi la linea 5 è tra le linee meno accessibili a persone con difficoltà motorie, insieme con le linee 1, 2, 4 e 9. Delle 32 stazioni di cui è composta la linea solamente 10 sono accessibili alle persone con disabilità motoria.

## Progetti futuri
| Tratta                                 | Inizio lavori | Inaugurazione (prevista) | Lunghezza | Stazioni | Stato            |
| -------------------------------------- | ------------- | ------------------------ | --------- | -------- | ---------------- |
| Alameda de Osuna ↔ Aeropuerto T1-T2-T3 | 2022          | 2024                     | 1,5 km    | 1        | In progettazione |

È in fase di progettazione il prolungamento della linea dall'attuale capolinea Alameda de Osuna alla stazione Aeropuerto T1-T2-T3, dove si collegherà alla linea 8 permettendo un collegamento diretto dal centro all'aeroporto.